# Wilhelm Hartung (Landrat)
Wilhelm Jakob Georg Hartung (geboren am 8. April 1885 in Holzheim; gestorben am 6. Februar 1958 in Frankfurt am Main) war ein deutscher Landrat des Unterlahnkreises und des Landkreises Sankt Goar.

## Leben
Hartung gehörte seit 1899 der Kreisverwaltung des Unterlahnkreises in Dietz an. Unterbrochen wurde seine Tätigkeit durch seine Teilnahme am Ersten Weltkrieg von 1914 bis 1918. Ab 1928 war dann Kreisausschussoberinspektor in Diez.
Nach der Machtergreifung durch die Nationalsozialisten im April 1933 aus politischen Gründen entlassen, Hartung gehörte der SPD an, setzte ihn nach Ende der Kriegshandlungen die Militärregierung 1945 zunächst in Diez als Landrat ein. Noch im selben Jahr durch Bernhard Hasenclever abgelöst, auf den 1946 Willi Kratt folgte, wechselte Hartung in gleicher Stellung nach Sankt Goar, zur Leitung der dortigen Kreisverwaltung. Hartungs Amtszeit in Sankt Goar begann am 13. Oktober 1945, er löste dabei den nach vier Tagen von seinem Amt enthobenen Hilger aus Spay ab.
Mit der Versetzung von Kratt als Oberregierungsrat in das neu begründete Wirtschaftsministerium des Landes Rheinland-Pfalz endete Hartungs Dienstzeit in Sankt Goar dann mit Beschluss des Ministerrats vom 16. Oktober 1947 am 3. November 1947. Er kehrte nach Diez in sein vorheriges Amt zurück, wo er 1950 auch in den Ruhestand versetzt wurde.
Der Protestant Wilhelm Hartung heiratete am 13. Dezember 1913 in Hahnstätten Friederike Pauline Funk. Auch nach dem Tod seiner Frau wohnte er in Diez und starb 1958 im St. Elisabethen-Krankenhaus in Frankfurt am Main.

## Schrift
- Großkampf, Männer und Granaten, Tradition, Berlin 1930.